# Верика (Модена)
Верика је насеље у Италији у округу Модена, региону Емилија-Ромања.
Према процени из 2011. у насељу је живело 366 становника. Насеље се налази на надморској висини од 584 м.